# فاریک
فاریک (به هلندی: Varik) یک منطقهٔ مسکونی در هلند است که در نیرینن واقع شده‌است. فاریک ۹۲۰ نفر جمعیت دارد.